# Mine (Bazzi)
Mine is een nummer van de Amerikaanse zanger/rapper Bazzi uit 2018. Het is de tweede single van zijn debuutalbum Cosmic.
Met dit nummer wilde Bazzi dat mensen zich "speciaal" gingen voelen. Het nummer werd een wereldwijde hit. Dit is vooral te danken aan een internetmeme waarbij clips worden gemaakt met een Snapchat-filter met hartjes, begeleid door de eerste regel van dit nummer. Het nummer haalde de 11e positie in de Amerikaanse Billboard Hot 100. In de Nederlandse Top 40 haalde het de 29e positie, en in de Vlaamse Ultratop 50 de 25e.